# Boaz (Virginia Occidental)
Boaz es un lugar designado por el censo ubicado en el condado de Wood en el estado estadounidense de Virginia Occidental. En el Censo de 2010 tenía una población de 1297 habitantes y una densidad poblacional de 111,68 personas por km².

## Geografía
Boaz se encuentra ubicado en las coordenadas 39°22′8″N 81°29′18″O / 39.36889, -81.48833. Según la Oficina del Censo de los Estados Unidos, Boaz tiene una superficie total de 11.61 km², de la cual 9.48 km² corresponden a tierra firme y (18.38%) 2.13 km² es agua.

## Demografía
Según el censo de 2010, había 1297 personas residiendo en Boaz. La densidad de población era de 111,68 hab./km². De los 1297 habitantes, Boaz estaba compuesto por el 98.07% blancos, el 0.39% eran afroamericanos, el 0.15% eran amerindios, el 0.31% eran asiáticos, el 0% eran isleños del Pacífico, el 0.23% eran de otras razas y el 0.85% pertenecían a dos o más razas. Del total de la población el 0.93% eran hispanos o latinos de cualquier raza.